# Svinadamm
Svinadamm är en sjö i Lerums kommun i Västergötland och ingår i Göta älvs huvudavrinningsområde.